# Atze Glanert
Hans-Joachim „Atze“ Glanert (* 8. Februar 1941 in Berlin; † 20. März 2016 ebenda) war ein deutscher Kameramann und Regisseur.

## Leben
Glanert hatte sich fotografische Kenntnisse autodidaktisch beigebracht und begann seine Arbeit als Kameramann 1965. Seine erste erwähnenswerte Arbeit leistete er bei der 1967 ausgestrahlten, amerikanischen TV-Dokureihe Outdoor World. Unmittelbar nach der mit dem 1. Internationalen Sportfilmpreis ausgezeichneten Arbeit am dokumentarischen Wintersportfilm Happening in Weiß wechselte Glanert im Frühjahr 1969 in die Sexfilmbranche und fotografierte einige Filme des Münchner Produzenten Alois Brummer. 1969/70 führte er unter dem Pseudonym Albert Trenalg – rückwärts gelesen für Glanert – auch Regie bei zwei dieser Produktionen.
Anschließend startete Glanert seine Tätigkeit als Chefkameramann bei regulären Kinospielfilmen durchgehend minderer Bedeutung, war aber auch immer wieder in untergeordneter Position tätig: bei dem im Winter 1973/74 in Deutschland (u. a. in Hamburg) entstandenen Ronald-Neame-Thriller Die Akte Odessa und 1976 bei dem prominent besetzten Film Das Ultimatum als Second-Unit-Fotograf. Bei dem Pferdefilm Lucky Star konnte er 1979 nur als Kameraassistent Beschäftigung finden. 1974 war er an Norman Jewisons Hollywoodproduktion Rollerball beteiligt. In der Zwischenzeit fotografierte Glanert aber auch weiterhin Dokumentationen; so war er unter anderem als Kameramann bei der Erstellung der Olympiafilme zu München 1972 (Sommerspiele) und Innsbruck 1976 (Winterspiele) beteiligt.
Glanert hat auch eine Reihe von Fernsehfilmen fotografiert, bisweilen durchaus hochwertige Qualitätsarbeit wie 1978 das Jugend- und Zeitporträt Flamme empor. Bis ins neue Jahrtausend hinein blieb er diesem Medium treu und stand bei Episoden beliebter Serien wie Disneyland, Ich heirate eine Familie, Die Hausmeisterin, Unser Lehrer Doktor Specht, Ein Bayer auf Rügen, Wir sind auch nur ein Volk, Die Straßen von Berlin, Freunde fürs Leben, Ein Bayer auf Rügen, Zwei vom gleichen Schlag, Die Feuerengel, Frauenarzt Dr. Markus Merthin und Nesthocker – Familie zu verschenken hinter der Kamera. In der Fernsehserie Berliner Weiße mit Schuß war er zwischen 1986 und 1992 bei zwölf Folgen für die Kamera verantwortlich.
Glanert hat auch weit über 1000 Werbetrailer fotografiert und war Gründungsmitglied des Berufsverband Kinematografie (BVK).

## Filmografie
- 1968/69: Happening in Weiß (Dokumentarfilm)
- 1969: Eros-Center Hamburg
- 1969: Happening in Weiß
- 1969: Graf Porno und die liebesdurstigen Töchter
- 1970: Dr. Fummel und seine Gespielinnen (auch Regie)
- 1970: Vollendung der Liebestechnik (Dokumentarfilm)
- 1970: Gestatten … Vöglein vom Dienst (auch Regie, Drehbuch)
- 1973: Libero
- 1973: Skivision (Kurzfilm)
- 1975: Parapsycho – Spektrum der Angst
- 1977: Barry of the Great St. Bernard
- 1976: White Rock (Dokumentarfilm)
- 1977: Die Kette (Fernsehserie, 2 Folge)
- 1978: Martha und Laura auf See (TV)
- 1979: Flamme empor
- 1979: Lucky Star
- 1979: Augenblicke – 4 Szenen mit Paula Wessely (TV)
- 1980: Tatort: Der gelbe Unterrock (TV)
- 1980: Warum die UFOs unseren Salat klauen
- 1980: Blank Generation
- 1981: Nightfall [aka Kopfschuß]
- 1983: Die Spider Murphy Gang
- 1983: Die Knapp-Familie (Fernsehserie, 1 Folge)
- 1983: Ich heirate eine Familie (Fernsehserie, 4 Folge)
- 1986: Geld oder Leber!
- 1986–1992: Berliner Weiße mit Schuß (Fernsehserie, 12 Folge)
- 1987: Alles aus Liebe (Fernsehserie, 1 Folge)
- 1988: Friedrich und Friederike (Fernsehserie)
- 1988: Zärtliche Chaoten II
- 1988: Die Senkrechtstarter
- 1992: Die Hausmeisterin (Fernsehserie, 6 Folge)
- 1993: Ein Bayer auf Rügen (Fernsehserie)
- 1993: Freunde fürs Leben (Fernsehserie, 5 Folge)
- 1993–1996: Unser Lehrer Doktor Specht (Fernsehserie, 31 Folge)
- 1994: Wir sind auch nur ein Volk (Fernsehserie)
- 1995: Docteur Markus Merthin (Fernsehserie, 11 Folge)
- 1995: Die Straßen von Berlin (Fernsehserie, 1 Folge)
- 1996: Zwei vom gleichen Schlag (TV)
- 1997: Die Feuerengel (Fernsehserie, 2 Folge)
- 1999: Schwarz greift ein (Fernsehserie, 4 Folge)
- 2000: Nesthocker – Familie zu verschenken (Fernsehserie, 1 Folge)